# Brühl (powieść)
Brühl: Powieść historyczna z XVIII wieku – powieść Józefa Ignacego Kraszewskiego z 1874 roku, oparta na biografii Henryka von Brühla, doradcy i faworyta króla Augusta III.
Utwór stanowi drugą część „trylogii saskiej” Kraszewskiego i jest bezpośrednią kontynuacją powieści Hrabina Cosel.

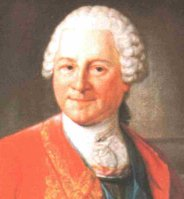
Henryk v. Brühl (mal. Marcello Bacciarelli)

## Zarys fabuły
Główny bohater początkowo jest skromnym paziem na dworze Augusta II Mocnego, jednak dzięki swym zdolnościom, pomysłowości oraz intrygom powoli wspina się po szczeblach kariery, niszcząc bezwzględnie swoich konkurentów. Wkrótce staje się ulubieńcem Augusta II, a gdy królem zostaje jego syn – August III, pozycja Brühla umacnia się jeszcze bardziej. Ponieważ nowy monarcha słabo angażuje się w sprawy państwowe, Brühl faktycznie zajmuje jego miejsce i rozpoczyna własne rządy w Saksonii.